# Martin Warnke
Pour les articles homonymes, voir Warnke.
Martin Warnke, né le 12 octobre 1937 à Ijuí au Brésil et mort le 11 décembre 2019 à Halle-sur-Saale, est un historien de l'art allemand.

## Biographie
Le père de Martin Warnke émigre en 1936 comme pasteur dans une colonie germano-brésilienne. Pour éviter le service militaire brésilien, sa famille l'envoie étudier en Allemagne. Il étudie l'histoire de l'art, l'histoire et la littérature allemande aux universités de Munich, Madrid et Berlin. En 1963, il obtient son doctorat à l'université libre de Berlin sous la direction de Hans Kauffmann avec sa thèse sur Pierre Paul Rubens Kommentare zu Rubens.
En 1964/1965, il effectue un stage aux musées de Berlin. Au cours du procès d'Auschwitz à Francfort-sur-le-Main, en avril et mai 1964, il rédige des rapports pour le Stuttgarter Zeitung sur l'obtention de preuves. En 1970, il termine son Habilitationsschrift sur l'art de cour, Organisation der Hofkunst, à la Westfälische Wilhelms-Universität Münster. De 1971 à 1978, il est professeur d'histoire de l'art à l'université de Marbourg. En 1979, il s'installe à l'université de Hambourg, où il enseigne l'histoire de l'art jusqu'à sa retraite en 2003.
Martin Warnke meurt le 11 décembre 2019.

## Prix
- 1990 : prix Gottfried Wilhelm Leibniz de la Fondation allemande pour la recherche
- 2006 : prix de la fondation Gerda Henkel[2]
- 2012 : prix Aby Warburg

### Médaille Martin Warnke
La médaille Martin Warnke est un prix triennal offert par la fondation Aby Warburg et l'université de Hambourg depuis 2005 et institué à l'occasion du départ à la retraite du professeur.

## Publications

### Ouvrages
- Kommentare zu Rubens, Berlin, 1965.
- Flämische Malerei des 17. Jahrhunderts in der Gemäldegalerie Berlin, Berlin, 1967.
- Das Kunstwerk zwischen Wissenschaft und Weltanschauung, Gütersloh, 1970.
- Bau und Überbau: Soziologie der mittelalterlichen Architektur nach den Schriftquellen, Frankfurt am Main, 1976.
- Peter Paul Rubens: Leben und Werk, Cologne, 1977[3]
- Cranachs Luther: Entwürfe für ein Image, Frankfurt am Main, 1984.
- Politische Landschaft: Zur Kunstgeschichte der Natur, Munich, 1992.
- Hofkünstler: Zur Vorgeschichte des modernen Künstlers, 2e édition, Cologne, 1996.
- Geschichte der deutschen Kunst in drei Bänden, Vol. 2 : Spätmittelalter und Frühe Neuzeit 1400–1750, Munich, 1999.
- Bildwirklichkeiten, Göttingen, 2005.
- Velázquez: Form & Reform, Cologne, 2005[4]
- Peter Paul Rubens, Cologne, 2006.
- Könige als Künstler, Münster, 2007.
- (avec Uwe Fleckner et Hendrik Ziegler), Handbuch der politischen Ikonographie, Vol. 1 : Abdankung bis Huldigung, Vol. 2 : Imperator bis Zwerg, 2e édition, Munich, 2011.
- Zeitgenossenschaft: Zum Auschwitz-Prozess 1964, Zurich, 2014.

### Articles
- Jonathan Brown, Giles Knox, Javier Portús, et José Luis Colomer, « « Le peintre des peintres » : Velázquez aujourd’hui », Perspective, 2 | 2009, 225-236 [mis en ligne le 22 juillet 2014, consulté le 07 février 2022. URL : http://journals.openedition.org/perspective/1367 ; DOI : https://doi.org/10.4000/perspective.1367].